# رابرت جی وایت
رابرت یوسف وایت، (به انگلیسی: Robert Joseph White) زاده ۲۱ ژانویه ۱۹۲۶ و در گذشته به تاریخ ۱۶ سپتامبر ۲۰۱۰ یک جراح مغز و اعصاب آمریکایی بود.
رابرت یوسف وایت، بیشتر به خاطر تلاشهایش در پیوند سر روی میمونهای زنده شهرت یافته‌است.

## آزمایش جراحی پیوند سر
در سال ۱۹۷۰ میلادی، پس از یکسری آزمایش‌های مقدماتی، وایت اقدام به پیوند سر یک میمون به بدن میمون دیگر کرد. از آنجایی که دراین عمل جراحی، قطع ستون فقرات در ناحیه گردن الزامی بود، میمون جراحی شده، از گردن به پایین فلج شد. اما پس از جراحی، چون اعصاب جمجمه ای در مغز هنوز فعال بود و توسط سیستم گردش خون بدن جدید تغذیه می‌شد، میمون هنوز می‌توانست بشنود، بو کند، بچشد، بخورد و با چشم اشیا را دنبال کند.

در نهایت وازنش ایمنی بدن میمون میزبان، باعث شد که سر پیوندی میمون مهمان، بعد از ۹ روز، بمیرد. این جراحی آزمایشی توسط برخی دیگر از متخصصان مغز و اعصاب، لقب وحشیانه گرفت.

در طول دهه ۱۹۹۰، وایت قصد داشت همین عمل را روی انسان‌ها نیز انجام دهد و روی اجساد، در یک سردخانه، تمرین‌هایی انجام داد. وی امیدوار بود که بتواند جراحی پیوند سر را بر روی فیزیکدان استیون هاوکینگ و بازیگر کریستوفر ریو نیز انجام دهد. ادامه این سری تحقیقات همچنان در محافل تخصصی جراحی مغز و اعصاب مورد بحث است.